# Firewater

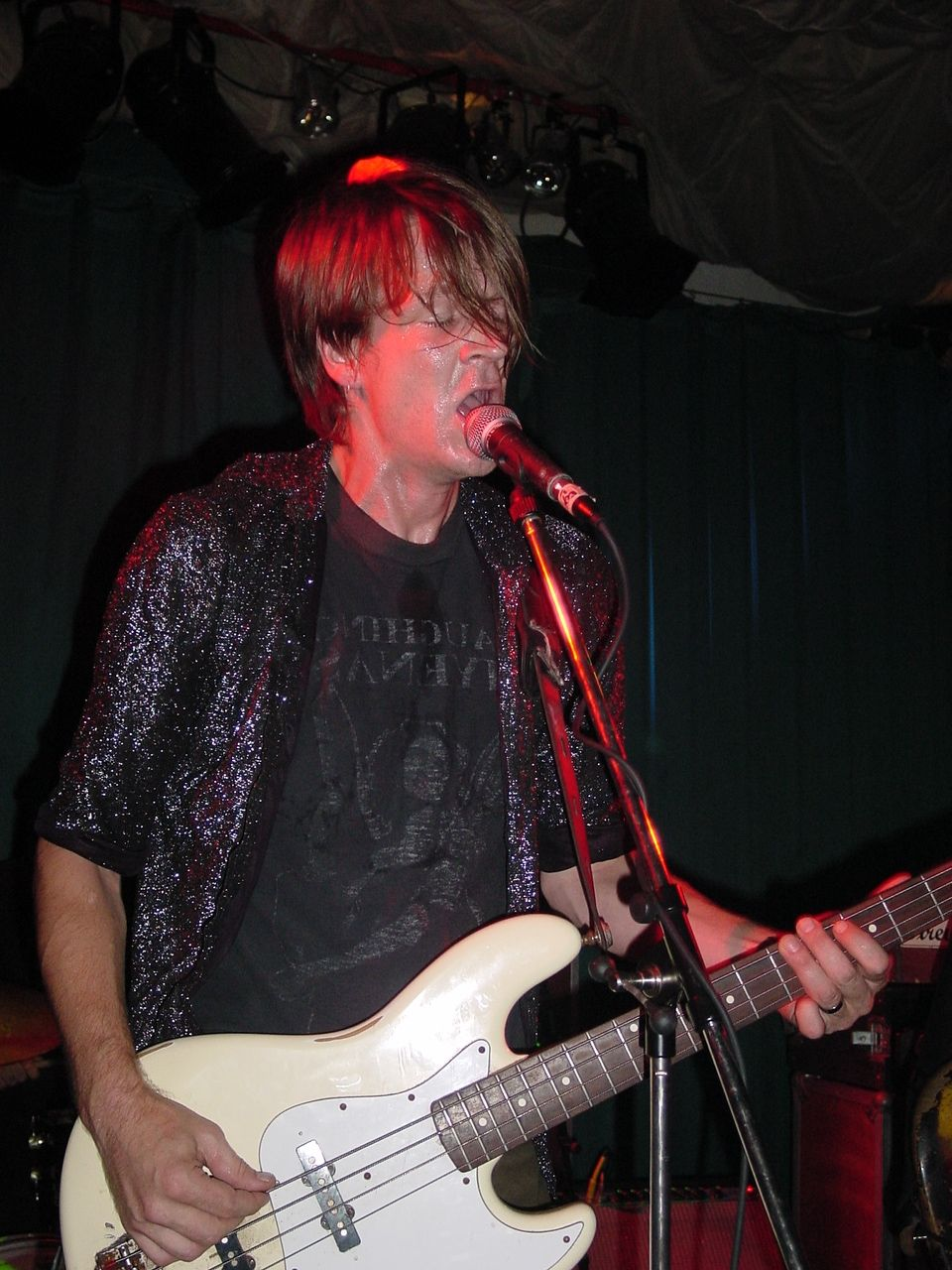
Sänger/Bassist Tod Ashley von Firewater (2002)

Firewater ist eine US-amerikanische Indie-Rock-Band, die 1995 von Sänger und Bassist Tod A. (Tod Ashley) gegründet wurde, nachdem sich dessen bisherige Band Cop Shoot Cop aufgelöst hatte.
Firewater experimentiert mit verschiedenen musikalischen Einflüssen, dazu gehören unter anderem hauptsächlich Folk, Jazz, Ska, Klezmer, Kabarett und „Zigeunermusik“. Die ursprüngliche Zusammensetzung der Band bestand aus Duane Denison (the Jesus Lizard), Yuval Gabay (Soul Coughing), Jennifer Charles (Elysian Fields) und Hahn Rowe (Foetus). Nach einiger Zeit stellte sich allerdings heraus, dass es mit diesem „Line-up“ nicht möglich war, auf Tour zu gehen. Deshalb rekrutierte Tod A. für die erste Tour der Band andere Musiker. Im Verlauf der Band-Geschichte bleibt Tod A. als Sänger/Komponist (Singer-Songwriter) und Bassist die einzige Konstante von Firewater während die anderen Positionen der Band immer wieder mit neuen Musikern besetzt werden.
Mit ihrem dritten Album Psychopharmacology (Single-Auskopplung Get out of my head) sprachen Firewater erstmals ein breiteres Publikum in Nordamerika und Europa an und sind seitdem auch in Europa hin und wieder auf Tour.

## Diskografie
- Get off the Cross, we need the Wood for the Fire (1996)
- The Ponzi Scheme (1998)
- Psychopharmacology (2001)
- The man on the burning tightrope (2003)
- Songs we should have written (2004)
- The Golden Hour (April 2008)
- International Orange! (US: September 2012[1], EU: August 2012[2])